# FxPro
FxPro는 영국 런던에 본사를 둔 사설 온라인 중개 회사로, 외환, 주식, 원자재, 지수, 선물 및 암호화폐를 포함한 다양한 자산에 대한 차액계약(CFD) 거래를 제공합니다. FxPro는 영국 금융행위감독청(FCA)의 인가를 받아 규제되고 있습니다.
FxPro는 1999년 키프로스에서 EuroOrient Securities & Financial Services Ltd로 설립되었습니다. 2010년에는 영국 금융감독청으로부터 인가를 받아 런던에 지사를 개설했습니다. 2011년 호주에 사무소를 개설했으나, 2013년 3월 호주의 자본 규제 강화로 인해 이를 폐쇄하고 고객 계정을 영국과 키프로스로 이전하였습니다.
2013년에는 SuperTrader 플랫폼을 출시하였으며, 이는 고객이 FxPro가 엄선한 외환 거래자의 전략을 복제할 수 있는 소셜 트레이딩 시스템이었습니다. 거래자는 수익성, 리스크 관리, 전략 품질 등의 기준에 따라 선별되었습니다. 2015년에는 기업공개(IPO)를 추진했으나, 2015년, FxPro는 기업공개(IPO)를 추진했으나 2016년 글로벌 시장의 불안정성으로 계획을 연기하였고, 2017년에는 FCA의 새로운 규제 조치로 인해 다시 보류하였습니다.
2018년, FxPro는 맥라렌 포뮬러 1 팀과 후원 계약을 체결하였고, 모나코 그랑프리에서 경주에 사용된 McLaren MCL33 차량에 브랜드 로고가 사용되었습니다. 2021년에는 바하마에 1,200만 달러를 투자해 지역 본부를 설립하였으며, 여기에 디지털 은행 BankPro도 포함되었습니다. 이후 2022년에는 중동 및 북아프리카(MENA) 지역 고객을 지원하기 위해 두바이 지사를 개설하였습니다.
2023년에는 cTrader 플랫폼에 암호화폐 거래 기능을 추가하여, 고객이 비트코인, 이더리움, 리플 등의 디지털 자산을 기존 계정으로 거래할 수 있도록 하였습니다. 같은 해에 회사의 현금 보유액은 2022년의 260만 파운드에서 360만 파운드로 증가하였으며, 부채를 제외한 총 자산은 4% 증가하였습니다.
FxPro는 MetaTrader 4, MetaTrader 5, cTrader, FxPro Edge 등 다양한 거래 플랫폼을 제공합니다. FxPro Financial Services Limited는 키프로스 증권거래위원회(CySEC)의 인가를 받았습니다. 2015년에는 남아프리카 금융서비스위원회(FSB)로부터도 인가를 받았습니다.
FxPro는 여러 스포츠스폰서로 활동해 왔습니다. 2010년에는 풀럼 FC와 메인 스폰서 계약을 체결하였고, 같은 해 애스턴 빌라 FC와도 3년 계약을 체결했습니다. 2018년에는 포뮬러 1 팀인 맥라렌과의 파트너십을 통해 F1 후원 시장에 진입하였습니다.